# Mysidium columbiae
Mysidium columbiae är en kräftdjursart som först beskrevs av John Todd Zimmer 1915.  Mysidium columbiae ingår i släktet Mysidium och familjen Mysidae. Inga underarter finns listade i Catalogue of Life.